# Malintang Jae
Malintang Jae is een bestuurslaag in het regentschap Mandailing Natal van de provincie Noord-Sumatra, Indonesië. Malintang Jae telt 1703 inwoners (volkstelling 2010).